# Tisovka (Větřní)
Tisovka (německy Distlowitz) je zaniklá osada v obvodu města Větřní v okrese Český Krumlov.

## Historie
První písemná zmínka o Tisovce pochází z roku 1410, kdy byla majetkem Strahovského kláštera. Od roku 1608 pak byla majetkem města Český Krumlov. Za první československé republiky byla Tisovka osadou obce Záhoří. V roce 1930 zde stálo 7 domů a žilo 58 obyvatel. V letech 1938 až 1945 byla Tisovka v důsledku uzavření Mnichovské dohody přičleněna k nacistickému Německu. V roce 1950 byla Tisovka osadou obce Svéraz a v dalších letech jako osada zanikla.